# Лин Јуе
Лин Јуе (кин: 林跃; пинјин: Lín Yuè; Чаоџоу, 24. јул 1991) елитни је кинески скакач у воду и вишеструки светски, азијски те олимпијски првак. Његова специјалност су скокови са торња са висине од 10 метара, углавном у дисциплини синхроних скокова.
Први значајнији резултат у каријери Лин Јуе је остварио као петнаестогодишњак освојивши две златне медаље на Азијским играма 2006. године у Дохи (обе у скоковима са торња, појединачно и синхронизовано). На светском првенству 2007. које је одржано у Мелбурну такође осваја медаље у обе дисциплине у којима се такмичио, и то злато у синхроним скоковима и бронзу у појединачној конкуренцији.
Био је део олимпијске репрезентације Кине и на Играма 2008. и Играма 2012, а у Пекингу је у пару са Хуо Љанг освојио златну олимпијску медаљу у дисциплини 10 метара синхронизовано.
На Летњим олимпијским играма 2016. освојио је златну медаљу у синхронизованим скоковима са торња, у пару са Чен Ајсеном.

## Успеси
Олимпијске игре
- |Пекинг 2008. | торањ 10 метара синхронизовано

Светско првенство
- | Мелбурн 2007.|торањ 10 метара синхронизовано
- |Рим 2009. | торањ 10 метара синхронизовано
- |Казањ 2015. | торањ 10 метара синхронизовано (у пару са Чен Ајсен)
- | Мелбурн 2007. |торањ 10 метара

Азијске игре
- |Доха 2006. | торањ 10 метара
- | Доха 2006. |торањ 10 метара синхронизовано